# Lilla Stråsjön, Småland
Lilla Stråsjön är en sjö i Gislaveds kommun i Småland och ingår i Lagans huvudavrinningsområde.